# Cinnamomum glaucescens
Cinnamomum glaucescens är en lagerväxtart som först beskrevs av Christian Gottfried Daniel Nees von Esenbeck, och fick sitt nu gällande namn av Hand.-mazz.. Cinnamomum glaucescens ingår i släktet Cinnamomum och familjen lagerväxter. Inga underarter finns listade i Catalogue of Life.